# Jonny Quest
A Jonny Quest egy amerikai médiafranchise. A cím három tévésorozatot, két tévéfilmet és három számítógépes játékot jelöl. Maga a cím egy fiúra utal, aki különféle kalandokba keveredik tudós apjával, Dr. Benton Questtel és családjával. A franchise-ra többször utalnak más tévésorozatok (például a Tündéri keresztszülők is parodizálta egy speciális epizódban), vagy videójátékok. A műsorból megismert szereplők egy speciális „crossover” során összetalálkoztak a Tom és Jerry-csapattal is. Képregények is készültek a sorozatokból.
Az élőszereplős film a tévéfilmek alapján készült volna, de végül mégsem jelent meg. Többen úgy vélik, hogy a Johnny Test című kanadai rajzfilmsorozat utánozza a Jonny Quest franchise-t, a címek hasonlósága miatt.

## Televíziós sorozatok
- Jonny Quest (1964-1965)
- The New Adventures of Jonny Quest (1986-1987)
- Vagány Johnny(1996-1997)